# Northrop Grumman RQ-4 Global Hawk
Northrop Grumman RQ-4 Global Hawk är en spaningsdrönare tillverkad av amerikanska Northrop Grumman. Drönaren var från början designad av Ryan Aeronautical, som nu är en del av Northrop Grumman.   
RQ-4 används för systematisk spaning med högupplöst radar och kan övervaka en yta upp till 100 000 km2 av terräng per dag. Den används till största del av USA:s flygvapen (USAF), NASA och NATO. Den används även av civila myndigheter för att underlätta vid naturkatastrofer, sök- och räddningsoperationer och samla in olika typer av data till forskning. USA:s flygvapen planerar att ta drönaren ur tjänst år 2027.   

## Bakgrund
Under början på 1990-talet utvecklade det amerikanska flygvapnet två fjärrstyrda spaningsdrönare. Den ena var Lockheed Martin RQ-3 DarkStar och den andra var Global Hawk. Som följd av budgetändringar valde flygvapnet att fortsätta med Global Hawk och avsluta utvecklingen av Lockheed Martin RQ-3 DarkStar. 28 februari 1998 skedde den första flygningen av drönaren, detta var av modellen RQ-4A och den har använts i internationella uppdrag sedan november 2001. Totalt skapades det fem drönare för testflygning. 
År 2006 var den första vidareutvecklade modellen RQ-4B klar. Den har förbättrad lastförmåga och mer utvecklat kommunikationssystem. Den visade sig dock vara dyrare och mindre effektiv än vad man tidigare hade trott. Sedan 2006 har det skapats flera versioner av drönaren för olika ändamål, bland annat för NASA.
Namnet "RQ-4" är en sammanställning; "R" för "reconnaissance", "Q" för fjärrstyrt och "4" som serienummer. 

## Design och utveckling
Varje RQ-Global Hawk har en Rolls-Royce AE 3007 eller Rolls-Royce AE 3007H som driver flygplanet med en dragkraft på mellan 28,66–42,3 kN. Den har en lastförmåga på 910 kg, samt en tomvikt på 5148 kg. Den maximala startvikten är olika för versionerna, 12 140 kg för RQ-4A och 14 900 kg för RQ-4B. Flygplansskrovet är gjort i lättmetall och har en v-formad fena. Mer än hälften av flygplanets komponenter är gjorde av lättviktiga kompositmaterial. Drönaren tillverkas och testas vid Palmdale Regional Airport i Palmdale, Kalifonien.  

### RQ-4A Block 10
Block 10 var den första modellen som användes i internationell tjänst. Den främsta uppgiften för denna modellen var bildintelligens med en lastförmåga på 910kg för instrument. Instrumenten är SAR-radar, elektro-optisk sensor och infraröd sensor. Dessa modellerna blev tagna ur tjänst 2011. 

### RQ-4B Block 20
Block 20 var den första av B-typen. Den har en lastförmåga på 1 400 kg och har liknande instrument som Block 10. Alla block 20 blev senare uppgraderade och installerade med BACN-paket (Battlefield Airborne Communications Node).

### RQ-4B Block 30
Block 30 har ett förbättrat multispaningspaket som innehåller SAR-radar, elektro-optisk sensor, infraröd sensor tillsammans med ASIP-paket (Airborne Signals Interlligence Payload), som innehåller en bred SIGINT-sensor. Modellen används för signalintelligens och bildintelligens. 

### RQ-4B Block 40
Block 40 har en uppdaterad radarsensor, MR-RTIP, samt uppdaterad mjukvara och bättre radarkontroll.

### Styrning
Besättningen som fjärrstyr drönaren består av tre personer. Den flygs av en "LRE" (Launch and Recovery Element) som styr flygplanet vid start, landningen och under kryssning. Det finns även en "MCE" (Mission Control Element)  som styr instrument i drönaren under flygning, såsom kamera och sensorer. Det brukar även finnas en "Sensor Operator" som styr sensorer, kamerakvalitet och överser operationer. Besättningen sitter i en cockpitliknande miljö där de kan se information om drönaren i realtid. Drönaren styrs främst genom en kamera som finns i nosen och radar, men kan även flygas på autopilot. 
Besättningen kan i teorin vara på geografiskt olika platser samtidigt som de styr drönaren.  

### Sensorer och radar

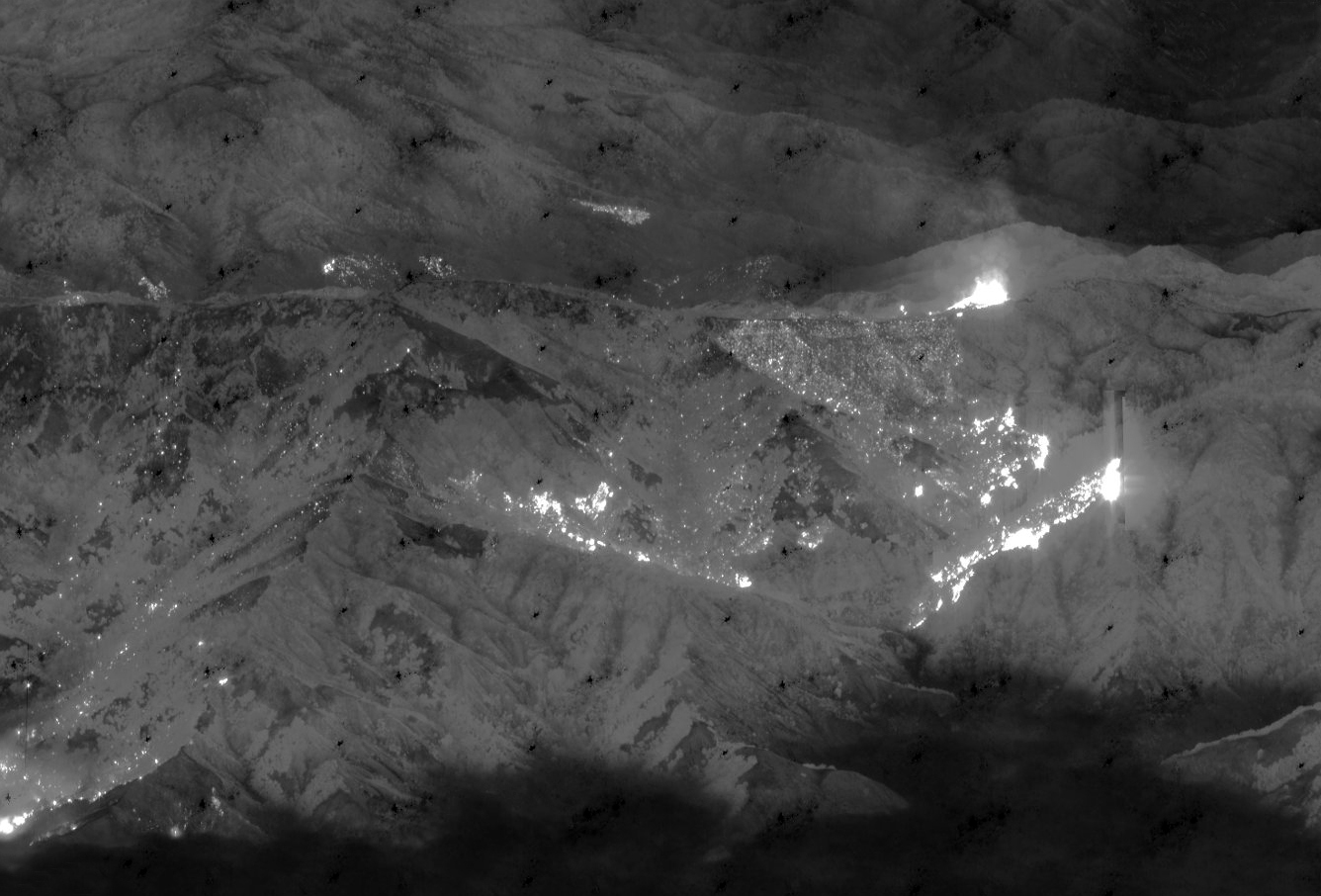
Bild tagen från RQ-4 Global Hawk på skogsbränder i norra Kalifornien 2007.

Spaningsdrönaren är utrustad med "sensor suite" med sensorer för bildintelligens (IMINT), signalintelligens (SIGINT) och rörliga målindikationer (MTI). SIGNIT-sensorn som används i drönaren är tillverkad av Northrop Grumman. Den är gjord för att upptäcka och identifiera olika typer av elektroniska föremål på hög höjd. Den senaste versionen av radarn heter ASQ-230 sensor. Modernare versioner av drönaren använder MS-177 multispectral camera system tillverkad av Collins Aerospace. Det är ett liknande system till det som Lockheed U-2 använder.   

## Historik

### USA
1998 levererades de första RQ-4 Global Hawk till amerikanska försvaret. 
2013 hade Northrop Grumman  levererat 37 RQ-4 Global Hawk till USA:s flygvapen och USA:s flotta. 
Under Rysslands invasion av Ukraina 2022 har RQ-4 använts för att övervaka flygtrafik söder om Ukraina och över Svarta havet. 

### Tyskland
Under 2007 beställde tysklands försvarsdepartement en version av RQ-4 som skulle vara anpassad för att tjänstgöra i Europa. I juli 2011 levererades ett demonstrationsexemplar, RQ-4E (Euro Hawk) till tysklands flygvapen. Drönaren godkändes aldrig av europeiska flygtrafiksmyndigheter och kunde därför inte flygas i Europa. Det ansågs vara farligt att flyga fjärrstyrda drönare i tungt trafikerade flygområden. Som följd valde tysklands försvarsdepartement att 2013 avsluta programmet. Flygvapnet försökte sälja drönaren till Kanada, dock misslyckades detta på grund av a vitala delar av drönaren fattades, såsom GPS-modulen. Programmet hade kostat ungefär 823 miljoner dollar vid tiden det avslutades. 
Idag finns spaningsdrönaren på ett museum i Tyskland.  

### Japan
I slutet av 2014 beställde Japan spaningsdrönaren och den levererades i början av mars 2022. 

### Sydkorea
Under september 2011 började Sydkorea försvarsdepartement visa intresse för användning av RQ-4 Global Hawk för spaning vid landets norra gräns till Nordkorea. Enligt uppgifter ska drönaren kunna övervaka gränsen mellan Kina och Nordkorea. 2014 beställdes 4 drönare och 2019 påbörjades tillverkningen av dem. Den 23 december 2019 levererades den första drönaren. 
Minst en av drönarna är stationerade vid Sacheon Air Base. 

### NATO
2004 tog NATO beslutet att ha en större flotta av spaningsflygplan, som då skulle vara av modellerna Airbus A321 och Global Hawk RQ-4. Båda flygplansmodellerna kan använda TCAR-radar. Efter budgetändringar 2007 valde NATO att inte köpa in airbusmodellen, och valde att beställa endast Global Hawk RQ-4. 2015 skedde den första testflygningen av specialmodellen gjord RQ-4D Phoenix i Palmdale, Kalifonien. Mellan 2016 och 2019 skedde det flera testflygningar i Europa, och man började bygga anläggningar för drönarstyrning. 
2022 finns det fem RQ-4D Phoenix stationerade vid Sigonella flygbas i Italien. 
Sedan Rysslands invasion av Ukraina 2022 har NATO använt RQ-4D för spaningsuppdrag vid svarta havet, under Krim.

## Operatörer

### Operatörer av RQ-4 Global Hawk
| Operatör   | Myndighet             | Antal i tjänst | Beställda | Pensionerade | Versioner i tjänst | I aktiv tjänst                       |
| ---------- | --------------------- | -------------- | --------- | ------------ | ------------------ | ------------------------------------ |
| Australien | Australiens flygvapen | 1              | 1         | 0            | MQ-4C              | 2022–nu                              |
| USA        | USA:s flotta          | Okänt          | Okänt     | Okänt        | MQ-4C              | 1998–nu                              |
| USA        | USA:s flygvapen       | Okänt          | Okänt     | Okänt        | RQ-4A, RQ-4B       | 1998–nu                              |
| USA        | NASA                  | 2              | 2         | 0            | RQ-4B              | 2007–nu                              |
| Japan      | Japans flygvapen      | 1              | 3         | 0            | RQ-4B              | 2022–nu                              |
| Sydkorea   | Sydkoreas flygvapen   | 4              | 4         | 0            | RQ-4B              | 2019–nu                              |
| Tyskland   | Tysklands flygvapen   | 0              | 1         | 1            | RQ-4E              | Aldrig i aktiv tjänst pga flygförbud |
| NATO       | -                     | 5              | 5         | 0            | RQ-4D              | 2019–nu                              |

### Potentiella operatörer
Kanada försökte under år 2019 att köpa tysklands RQ-4E Euro Hawk för spaning i norra delen av landet. Spaningsdrönaren var dock endast ett flygplansskrov och saknade viktiga komponenter, såsom navigationssystem och GPS-modul. Köpet gick aldrig igenom. 
Nya Zeeland har visat intresse att köpa RQ-4 Global Hawk. Den skulle främst användas för sökning av illegalt fiske och  sök- och räddningsoperationer till havs. Det har dock inte gått längre än att visat sitt intresse.

## Incidenter
| Datum            | Operatör        | Plats                 | Plats                  | Orsak                                             |
| ---------------- | --------------- | --------------------- | ---------------------- | ------------------------------------------------- |
| 30 december 2001 | USA:s flygvapen | Förenade arabemiraten | Al Dhafra              | Mekaniska problem med rodret                      |
| 15 juli 2002     | USA:s flygvapen | Pakistan              | Okänt                  | Mekaniska problem kopplat till felmonterade delar |
| 28 maj 2009      | USA:s flygvapen | USA                   | Kalifornien            | Okänd                                             |
| 21 augusti 2011  | USA:s flygvapen | Afghanistan           | Jalalabad              | Okänd                                             |
| 22 juni 2012     | USA:s flotta    | USA                   | Maryland               | Mekaniska problem                                 |
| 21 juni 2017     | USA:s flygvapen | USA                   | Lone Pine, Kalifornien | Elektroniska problem                              |
| 26 juni 2018     | USA:s flygvapen | Spanien               | Cádizbukten            | Okänd                                             |
| 20 juni 2019     | USA:s flotta    | Iran                  | Hormuzsundet           | Nedskjuten av iransk militär                      |
| 26 november 2019 | USA:s flotta    | Förenade arabemiraten | Al Dhafra              | Kollision med föremål vid start                   |
| 6 augusti 2021   | USA:s flygvapen | USA                   | North Dakota           | Okänd                                             |

## Versioner
| Parameter        | RQ-4A               | RQ-4B               | RQ-4D Phoenix        | RQ-4E Euro Hawk     | MQ-4C Triton        | EQ-4B               | KQ-X                |
| ---------------- | ------------------- | ------------------- | -------------------- | ------------------- | ------------------- | ------------------- | ------------------- |
| Besättning       | 3 (fjärrstyrt)      | 3 (fjärrstyrt)      | 3 (fjärrstyrt)       | 3 (fjärrstyrt)      | 3 (fjärrstyrt)      | 3 (fjärrstyrt)      | 3 (fjärrstyrt)      |
| Längd            | 13,4 m              | 14,5 m              | 14,5 m               | 14,5 m              | 14,5 m              | 14,5 m              | 14,5 m              |
| Vingspann        | 35,3 m              | 39,9 m              | 39,8 m               | 39,9 m              | 39,9 m              | 39,9 m              | 39,9 m              |
| Höjd             | 4,6 m               | 4,7 m               | 4,7 m                | 4,7 m               | 4,6 m               | 4,6 m               | 4,6 m               |
| Tomvikt          | 5 148kg             | 5 148kg             | 5 148kg              | 5 148kg             | 5 148kg             | 5 148kg             | 5 148kg             |
| Motor            | Rolls-Royce AE 3007 | Rolls-Royce AE 3007 | Rolls-Royce AE 3007H | Rolls-Royce AE 3007 | Rolls-Royce AE 3007 | Rolls-Royce AE 3007 | Rolls-Royce AE 3007 |
| Max. hastighet   | 630 km/h            | 630 km/h            | 575 km/h             | 630 km/h            | 575 km/h            | 575 km/h            | 575 km/h            |
| Max. räckvidd    | 15 200 km           | 14,000 km           | 14,000km             | 14,000 km           | 18,427 km           | 18,427 km           | 18,427 km           |
| Första flygning  | 1998                | 2004                | 2019                 | 2010                | 2013                | 2009                | 2010                |
| Produktionsstart | 1997                | 2002                | 2009                 | 2009                | 2010                | 2009                | 2010                |
| Produktionsstopp | -                   | -                   | -                    | 2013                | -                   | -                   | 2010                |
| Undervarianter   | 1                   | 3                   | 1                    | 1                   | 1                   | 1                   | 1                   |

| Version         | Kommentar |
| --------------- | --- |
| RQ-4A           | Första versionen av Global Hawk byggd. Versionen är gjord för USA:s flygvapen för spanningsuppdrag. |
| RQ-4B           | Modellen är större än RQ-4A och har därför större lastförmåga. |
| RQ-4D Phoenix   | Modellen är utvecklad för NATO. |
| RQ-4E Euro Hawk | Version gjord för det tyska flygvapnet. Som följd av att EASA inte godkände drönaren till flygning i Europa togs modellen ur tjänst. |
| MQ-4C Triton    | Modell utrustad med flera sensorer som är anpassad för spaning till havs. Modellen är speciellt framtagen till den USA:s flotta. Tidigare hade den namnet RQ-4N. |
| EQ-4B           | Modell utrustad med BACN-systemet. |
| KQ-X            | Är en vidareutveckling av RQ-4B med bränsletankar och lufttankningsteknik som gör det möjligt för lufttankning till andra flygplan. Programmet är en del av DARPA och hade en budget på 33 miljoner dollar. Första flygningen skedde den 1 juli 2010, och programmet avslutades i september 2012. Programmet avslutades innan man hade lycktas med lufttankning mellan två drönare. |

## Bilder

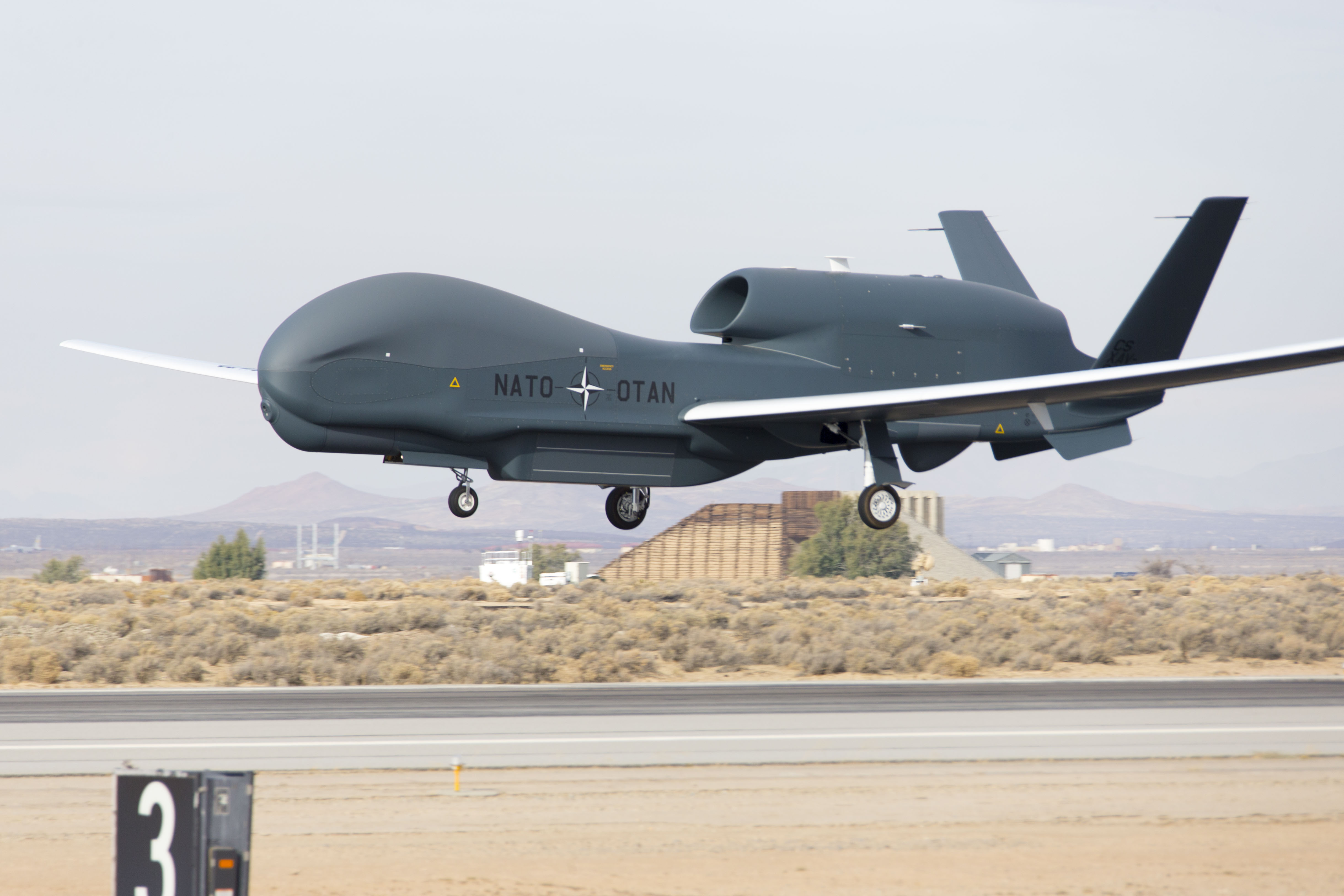
NATOs första RQ-4D vid landning.
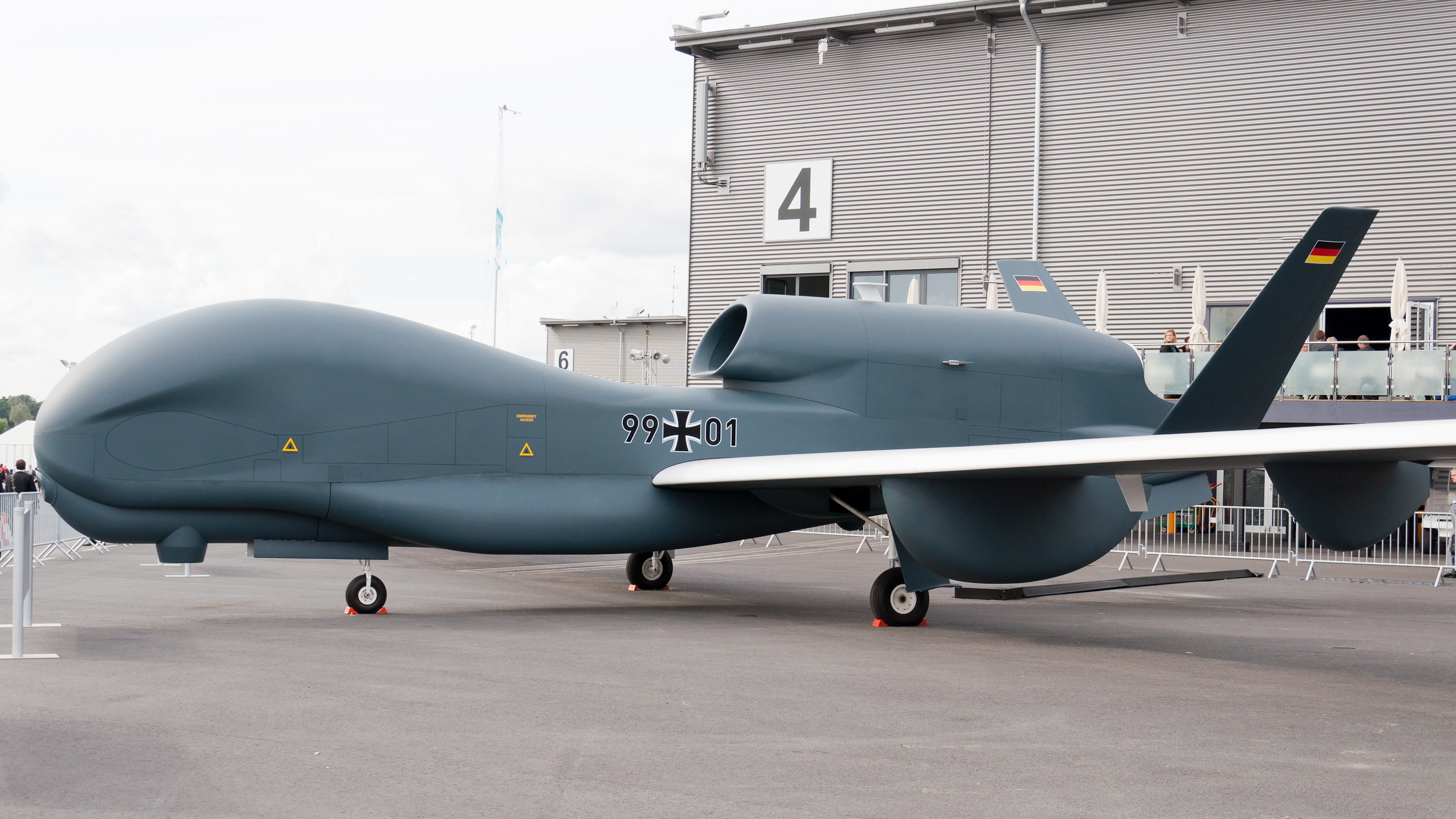
RQ-4E Euro Hawk.
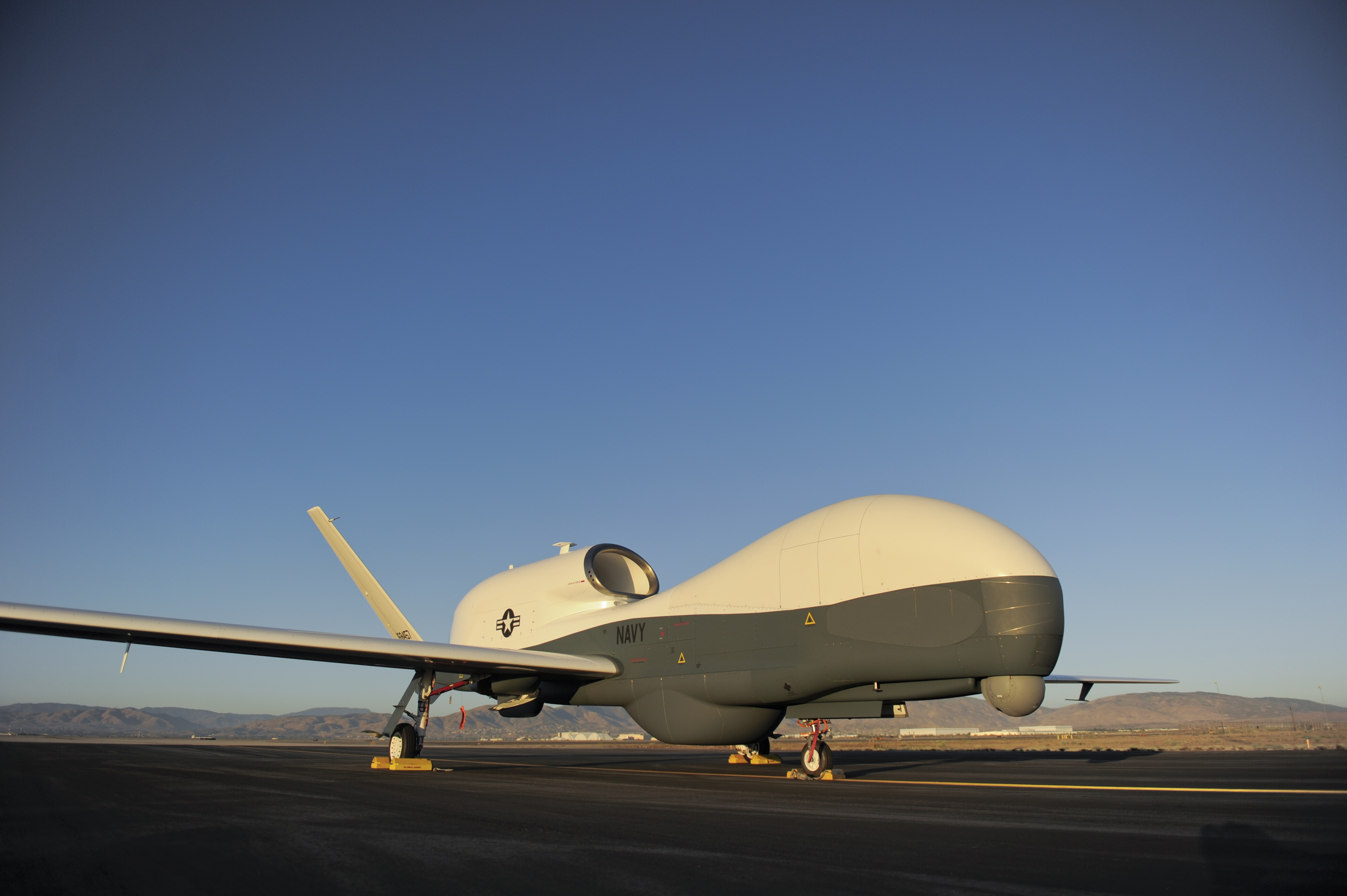
RQ-4 tillhörande USA:s flotta.
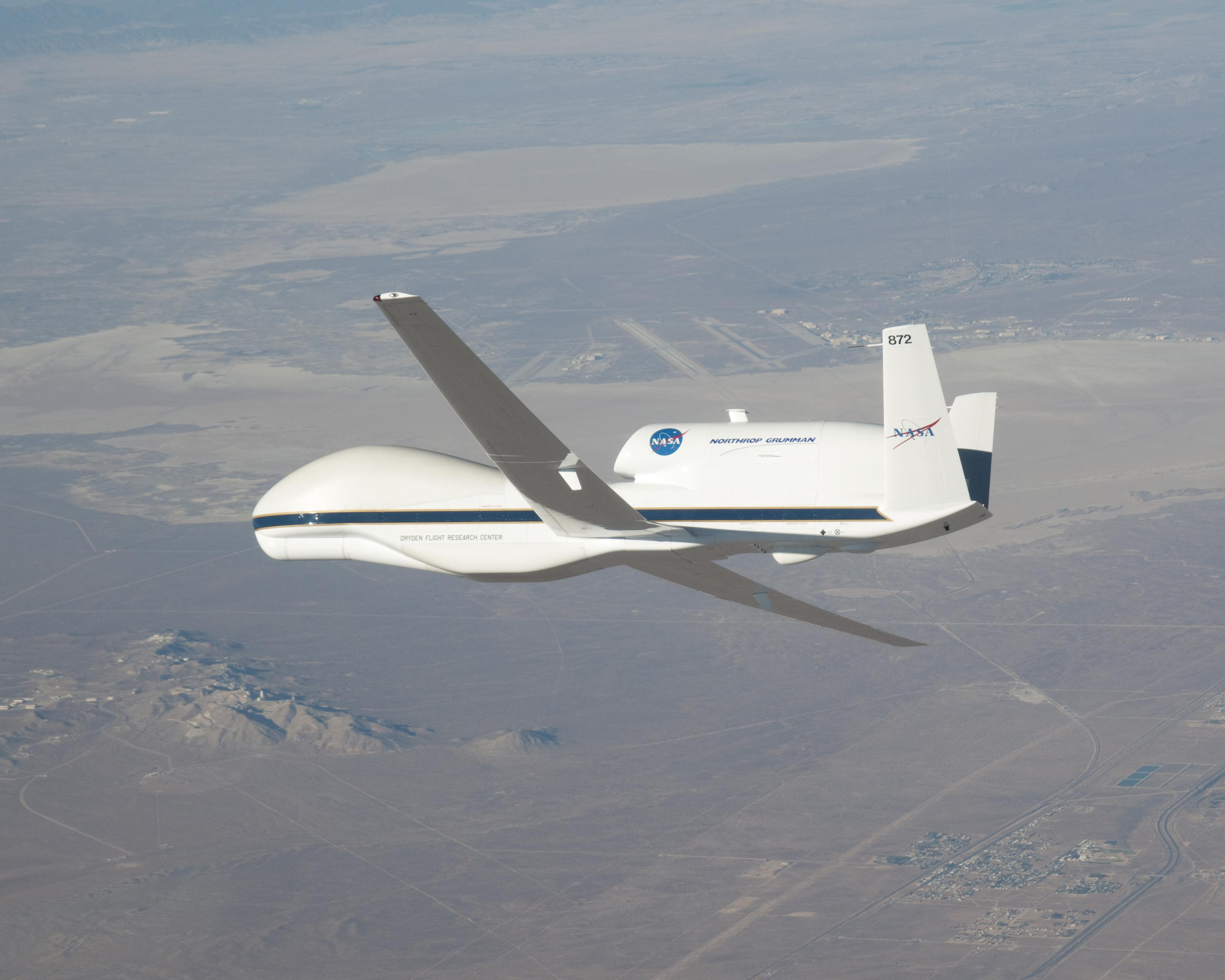
NASA:s RQ-4.